# Kamienica przy alei Juliusza Słowackiego 7 w Krakowie
Kamienica przy alei Juliusza Słowackiego 7 w Krakowie – zabytkowy budynek znajdujący się w Krakowie, w Dzielnicy I Stare Miasto usytuowany przy południowej pierzei Al. Juliusza Słowackiego. Obiekt został wpisany do rejestru zabytków nieruchomych województwa małopolskiego.

## Historia
21 września 1895 roku zatwierdzono plan budowy kamienicy według projektu Jana Sas-Zubrzyckiego, który był jednocześnie właścicielem planowanego budynku (adres ówczesny inwestycji to ul. Kilińskiego 4). W 1939 roku dom przeszedł na własność Łucji de Tyssan. Po II wojnie światowej był własnością Przedsiębiorstwa Gospodarki Komunalnej Śródmieście miasta Krakowa.

## Opis architektoniczny
Kamienica została wymurowana z cegły, na planie prostokąta, podpiwniczona, nakryta dachem dwuspadowym, od frontu trzykondygnacyjna, od tyłu dwukondygnacyjna. Do głównej części budynku dobudowano oficynę łączącą się z budynkiem pod kątem prostym, dwukondygnacyjną, otynkowaną.

Elewacja frontowa jest asymetryczna, trójosiowa, z rozbudowanym kamiennym portalem w prawej osi, z obramieniem, z trójdzielnym świetlikiem, w którym umieszczony jest witraż z herbem Sas. Portal jest zamknięty łukiem odcinkowym. Na kamiennej belce nadproża widnieje ryty napis: „POKÓJ TEMU DOMOWI”. W osi środkowej, na poziomie piętra znajduje się neogotycki, trójboczny wykusz wsparty na konsolach. Ma on postać przeszklonej galeryjki arkadowej o łukach trójlistnych, krytej daszkiem trójspadowym, z witrażami (z herbami Polski i Litwy). Także w osi środkowej, w dachu znajduje się drewniana, strzelista lukarna ze stromym, blaszanym dachem. Narożniki budynku są boniowane.
W poziomie znajduje się kamienny cokół. Między kondygnacjami wymurowano gzymsy – nad cokołem kamienny, nad pierwszym piętrem kamienno-ceglany, nad pozostałymi kondygnacjami ceglany. Okna piwnic posiadają obramienia kamienne, okna piętra zamknięte są łukiem odcinkowym z kluczem, okna drugiej kondygnacji zamknięte łukiem półkolistym z dekoracyjnym obramieniem z wystających przed elewację główek cegłówek, a trzeciej są prostokątne, bez obramienia.
Elewacja tylna jest dwukondygnacyjna z drewnianym gankiem. Okap dachu jest wsparty na eklektycznych kolumienkach z zastrzałami tworzącymi trzy półkoliste arkady. Część dachu nad pracownią jest przeszklona.
W poziomie parteru, między oknami znajduje się tondo z płaskorzeźbą Madonny z dzieciątkiem w otoczeniu główek aniołków.
Wewnątrz budynku, w skrajnej osi zachodniej znajduje się sień przechodnia, która została pośrednio doświetlona z okrągłego świetlika z witrażem, nad wąską studnią klatki schodowej.
W sieni na niewielkiej neogotyckiej konsoli znajduje się figura Matki Bożej, nad nią maswerkowy baldachim. Na klatce schodowej wybudowano wewnętrzny balkonik z neobarokowymi balasami. Kręcone schody posiadają dekoracyjną balustradę z kutego żelaza z motywami neorenesansowych masek i esownicami.